# Теснолинейка Каспичан – Тодор Икономово
Железопътната линия Каспичан – Тодор Икономово е теснолинейна линия с междурелсие 600 mm, днес разглобена и премахната, съществувала в Североизточна България, области Шумен и Силистра.

## История
Линията е строена от армията по време на Първата световна война по направление на добруджанския фронт. Използването на животинска тяга не успява да задоволи нуждата от бърз превоз до фронтовата линия на военни подразделения, боеприпаси, оръжие и продоволствие, и това налага нейният строеж. Целта е да се достигне Силистра. Строена е на два основни етапа. През 1916 г. е изграден участъкът между Каспичан и Хърсово (31,6 km). През 1917 г. е пуснат в експлоатация участъкът Хърсово – Сеид Алифакъ (30,3 km). В резултат на историческите събития тя не е изградена до крайна планирана точка, а само до село Сеид Алифакъ (61,9 km). След Ньойския мирен договор последното остава в Румъния заедно с участък от 5,3 km. През 1920 г. линията е предадена от армията на БДЖ, които започват експлоатацията ѝ до гара Крайна (граничното по това време село Махмузлии). През 1935 г. е открито отклонението от гара Ружица до село Божидар (10,7 km).
За поддържане на локомотивите, обслужващи влаковете по отклонението в Каспичан е построено локомотивно депо. Самите локомотиви са серия 40060 и техният брой е варирал според интензивността на превозите по линията (около 10 – 12 броя).
Линията се е използвала предимно за превоз на товари (основно каолин) и пътници. Превозът се осъществява в смесени влакове (в един влак закачени и пътнически вагони, и товарни вагони) или товарни влакове. Максимално разрешената скорост е 15 km/h, само за участъка Черковище – Хърсово е 20 km/h. Експлоатацията на тази линия продължава до 1964 г., когато поради нерентабилност е спряна от експлоатация, разглобена и премахната.

## Трасе
Железопътната линия е следвала руслото на Крива река до село Черковище. Следва най-тежкият участък между селата Църквица и Хърсово, където се изкачва по склона на платото Стана. На ръба на платото след изкачването му е изградена спирка „Могила“. След Хърсово по сравнително равен релеф продължава до село Ружица, от където се разделя до Тодор Икономово и Каолиново.

## Закриване на теснолинейката и откриване на нормалната линия между Каспичан и Нови пазар
Приетата политика през 50-те години на XX век за закриване на теснолинейните железопътни линии засяга и тази жп линия. Поради нерентабилност в края на 1964 г. линията е закрита и демонтирана.
Предвид нарастващото значение на Нови пазар като регионален икономически център налага възстановяването ѝ вече като жп линия със стандартно междурелсие 1435 mm. Дължината на новия клон (вече като жп линия № 28) е 6,25 km. Открита е за експлоатация на 4 юли 1967 г. По-късно е електрифицирана. Закрита е през 2002 г., контактната мрежа е демонтирана, a участъкът е преобразуван в маневрен район към гара Каспичан.
По трасето на линията е построен един стоманобетонен мост на km 1+250 с дължина 34,70 m над една от една от улиците в Нови пазар. По трасето има и един неохраняем железопътен прелез в чертите на града, намиращ се на km 5+090.